# Georgios Gazis
Georgios Gazis (griechisch Γεώργιος Γαζής; * 25. Mai 1981 in Kozani, Griechenland) ist ein ehemaliger griechischer Boxer. Er war im Mittelgewicht jeweils Teilnehmer der Olympischen Spiele 2004 und der Olympischen Spiele 2008.

## Boxkarriere
Georgios Gazis war Bronzemedaillengewinner der Mittelmeerspiele 2001 (Halbmittelgewicht) und der EU-Meisterschaften 2004 (Mittelgewicht), sowie Teilnehmer der Junioren-Europameisterschaften 1999, der Europameisterschaften 2002 und 2004, sowie der Weltmeisterschaften 2007.
Bei den Olympischen Spielen 2004 in Athen schied er in der Vorrunde gegen Cavid Tağıyev aus. 2008 qualifizierte er sich beim Europäischen Olympia-Qualifikationsturnier in Athen mit Siegen gegen István Szili, Nikolajs Grišuņins und Victor Cotiujanschi für die Olympischen Spiele 2008 in Peking, wo er in der Vorrunde Herry Biembe besiegte und im Achtelfinale gegen Carlos Góngora ausschied.